# Alepidocline trifida
Alepidocline trifida là một loài thực vật có hoa trong họ Cúc. Loài này được (J.J.Fay) B.L.Turner mô tả khoa học đầu tiên năm 1990.